# Magyarlaki József
Magyarlaki József dr  (Mozsgó, 1897. május 19. – Pécs, 1945. január 19.) gimnáziumi tanár, a pécsi Pius Gimnázium meghatározó tanáregyénisége, aki rövid oktatói munkássága ellenére is elismert személyiséggé vált Pécsett. Későbbi híres pécsiek kerültek ki osztályából, akik mindig elismerően nyilatkoztak róla, mint például dr. Flerkó Béla, dr. Jobst Kázmér, Csorba Győző költő.

## Neve
Vezetékneve eredetileg Modensieder volt, az anyakönyvbe azonban tévesen Madensziderként írták be. 1934-ben – kötelezően – ezt Magyarlakira változtatta. Minthogy a név magyarosított, így minden Magyarlakinak nevezett személy különböző fokú (vér)rokonságban áll vele.

## Élete
Szegény osztrák iparos családból származott. A Pécsi Ciszterci Rend Gimnáziumában érettségizett. Ferences szerzetesnek készült. Eszerint 1917. augusztus 18-ig tartózkodott Szabadkán, a Ferences rendházban, ekkor II. éves teológus volt. Ezután Gyöngyösön tanult a Ferenceseknél, de betegség miatt hamarosan fel kellett hagynia a szerzetesi hivatással. 1921–1925-ben a Budapesti Pázmány Péter Tudományegyetemen latin–német szakos tanári diplomát szerzett, és doktorált.
1922-ben házasságot kötött Priol Matilddal, aki provence-i arisztokrata ősökre vezette vissza családfáját. Hat gyermekük született, az első gyermek csecsemő korában meghalt, öt érte meg a felnőttkort. Tőlük hét unokája és kilenc dédunokája született.
1927–1945-ig, haláláig a Pius Gimnázium világi tanára. Latint, németet tanított, és osztályfőnök is volt.
A háború idején többször behívták szolgálatra, rövid időre. Karpaszományosként általában irodában dolgozott, hol Pécsett, hol Taszáron. 1945. január 19-én halt meg kiütéses tífuszban. Ugyanis 1944 decemberében polgári szolgálatra kötelezték, mint civilt. Először Pécsett a repülőteret ásták latyakos sárban. A kirendelt polgári szolgálatosoktól, így tőle is azt kívánták, hogy vigyen magával otthonról szerszámokat. „Amikor ő kapa és ásó nélkül jelent meg, ráripakodtak, hogy hol vannak a szerszámai. Ekkor elővett egy noteszt és egy ceruzát a zsebéből, és így szólt: »Ezek az én szerszámaim«.” Ezért a Széchenyi Gimnáziumban kialakított katonai kórházba rendelték szolgálatra. Itt fertőződött meg a tífusszal valószínűleg még december 19-én. Betegségét az orvos nem ismerte fel, tíz napon át tüdőgyulladással kezelte, mert a tífuszra jellemző kiütések csak halálakor, 1945. január 19-én jelentek meg rajta.

## Tudományos munkássága
- Tanulmány: Horatius költészetének erkölcsi tartalma. In: Pius Gimnázium Értesítője. 1934/35
- 1936/7-ben a szigeti külvárosi hitközség képviselőtestületének, az Actio Catholica sajtóbizottságának, a Credo választmányának tagja.
- 1937/38-ban előadást tartott a szigeti külvárosi Credo egyesület ben: Tudomány és vallás címen.

## Emlékezete, vallomások, történetek Magyarlaki Józsefről
1. Csorba Győző: Vallomások, interjúk, nyilatkozatok. 2001.
„De kaptam jót is a gimnáziumtól. Részben a fegyelmet, az igényes, magas szintű oktatást, s főleg néhány tanáromtól – mindenekelőtt nyolc éven át osztályfőnökömtől, néhai dr. Magyarlaki József civil tanártól – ritka-értékes emberséget, szeretetet, erkölcsi példát.” 21. o.
„Magyarlaki József az első osztálytól a nyolcadikig foglalkozott velünk. Látszólag szürke, valójában nagy ember volt: nemcsak kitűnő tanárként, szerénységével, nemességével is nevelt, oktatott. Ha valakit lódításon kapott, nem vitatkozott vele, csak ennyit mondott: – Ha hazudik, saját magának hazudik. Az idő múltával mind több hálával gondoltam rá. Magyarlaki tanár úr latinra és németre tanított. Neki köszönhetem, hogy a latin szerzőket mindmáig eredetiből fordíthatom. És azt is, hogy a némethez olyan alapokat adott, hogy végül eljuthattam a Faust második részének fordításáig, Rilkéig és másokig. Egy tábori kórházban hunyt el, már a háború után, viszonylag fiatalon.” 99. o.
2. Moticska Felícián: Az Arany – Ezüst újságban (A Jezsuita Intézmények Diákjai Egyesületének híradója) sorozatot indítottak egykori tanáraikról, így Magyarlaki Józsefről is megemlékeztek. Magyarlaki József élő családtagjainak dokumentumai alapján Moticska Felicián, az egyik legaktívabb „Pius-ista” öregdiák, az Arany - Ezüst rendszeres újságírója, öregdiák - találkozók aktív szervezője írta meg a cikket Magyarlaki tanár úrról 2006-ban.